# Abdoulaye Sawadogo
 (août 2025).
Abdoulaye Sawadogo  est un ingénieur ivoirien originaire du Burkina, nommé ministre ivoirien délégué à l'Agriculture par le président Félix Houphouët Boigny le 23 septembre 1968. Le 7 août 2009, il a été élevé au grade de Commandeur de l’Ordre National Ivoirien.

## Histoire
Abdoulaye Sawadogo est l’époux de Madame Berthe Gnénago (premier député (de 1980 à 1995), puis député-maire de Fresco (de [[1985]///[1990]] à 1995)), avec qui il est marié depuis [l] et a sept (7) enfants. 
Né le 17 février 1933 à Kayes (actuel Mali), Abdoulaye Sawadogo, de l'école primaire et supérieure de Bobo-Dioulasso, fait partie des 150 jeunes sélectionnés en 1946 à travers le territoire colonial poursuivre leurs études en France. Il y obtient un diplôme d’ingénieur agronome à l'école nationale française d'agriculture de Montpellier.
De retour en Côte d’Ivoire, il gravit les échelons de l’administration :
-         inspecteur à la Caisse Nationale de Crédit Agricole ;
-         Conseiller technique au ministère de l’Agriculture ; puis
-         Directeur de cabinet du ministre de l’Agriculture (Charles Bauza Donwahi).
Il demeure dans cette fonction Directeur de cabinet du ministre de l’Agriculture, y compris durant la période de 1963 à 1968 où le Président Félix Houphouët-Boigny occupait également la fonction de ministre de l’Agriculture.
Le 23 septembre 1968, à 35 ans, il est nommé ministre délégué à l'Agriculture. Il est ensuite promu aux fonctions de ministre délégué de l'Agriculture qu’il a occupées jusqu’au 20 juillet 1977.
Durant ces près de dix années, il met en place des réformes ambitieuses :
-         Visant à renforcer la production vivrière, en particulier celle du riz (le pays ayant atteint l’autosuffisance alimentaire en riz en 1975) ;
-         Tout en soutenant les filières d’exportation comme le cacao, le café, le palmier à huile et l’hévéa ;
-         Outre l’introduction de technologies agricoles modernes et de pratiques durables pour améliorer les rendements et la résilience du secteur et la promotion de la formation agricole et de la professionnalisation des agriculteurs.
Abdoulaye Sawadogo est docteur d’État en géographie, sa thèse de doctorat ayant été soutenue en 1975 (pendant qu’il était en fonction en tant que ministre de l’Agriculture), sous la direction du géographe français Paul Pélissier. Cette thèse, qui avait pour thème « Le développement de l’agriculture ivoirienne : étude géographique », a été une contribution majeure à la compréhension des dynamiques agricoles en Côte d’Ivoire et a servi de base à son ouvrage publié en 1977 aux Presses Universitaires de France, intitulé L’Agriculture en Côte d’Ivoire.
En effet, il est l’auteur de plusieurs ouvrages, dont :
-         L’Agriculture en Côte d’Ivoire (1977), une synthèse géographique et politique du développement agricole ivoirien dans laquelle il analyse les choix structurels, les innovations techniques et les politiques publiques qui ont permis à la Côte d’Ivoire d’atteindre l’autosuffisance alimentaire en 1975 ; et
-         Un Plan Marshall pour l’Afrique ? (1987), où il propose une vision ambitieuse pour le développement du continent africain, inspirée du modèle du Plan Marshall mis en œuvre en Europe après la Seconde Guerre mondiale.

## Biographie

### Formation
En septembre 1932, la Côte d'Ivoire ne compte que deux établissements secondaires qui enseignent de la 6ème à la 3ème: l'école primaire supérieure de Bingerville (banlieue d'Abidjan) et l'école primaire supérieure de Bobo-Dioulasso. À cette période, le député Félix Houphouët-Boigny  prend conscience  que pour développer un pays, il lui faut des hommes instruits.
En 1946, il  envoie environ 150 jeunes sélectionnés à travers le territoire colonial poursuivre leurs études en France. Parmi ces jeunes se trouve Abdoulaye Sawadogo, de l'école primaire et supérieure de Bobo-Dioulasso.
Il est sélectionné pour poursuivre ses études en France. Abdoulaye Sawadogo obtient son diplôme d'ingénieur à l'école nationale française d'agriculture de Montpellier après une décennie passée en France.

### Carrière politique
Après avoir adhéré au PDCI RDA, il occupe successivement les postes d'inspecteur à la Caisse Nationale du Crédit Agricole (CNCA), conseiller technique et directeur de cabinet du ministre de l'agriculture.
Le 23 septembre 1968, il est nommé ministre de l'Agriculture de Côte d'Ivoire. A partir de 1970, il prend comme directeur de cabinet Lambert Kouassi Konan, un homme de concertation.
Pendant son mandat, l'agriculture de la  Côte d'Ivoire connaît un remarquable développement économique, qui est parfois appelé "le miracle économique ivoirien". La politique du pays est de produire tout le riz nécessaire à sa consommation et d'en exporter le reste aux pays voisins. Le prix du riz acheté au planteur est fixé à un niveau sans rapport avec le prix du riz vendu aux consommateurs, permettant à la Côte d'Ivoire de devenir exportateur de riz.
Le 20 juillet 1977, son service public au ministère de l’Agriculture prend fin suite à un vaste remaniement ministériel décidé par le Président Félix Houphouët-Boigny, dans lequel plusieurs autres ministres ont également été remplacés. Sa contribution majeure à l’agriculture ainsi qu’au succès de la Côte d’Ivoire a été officiellement reconnue par le Président Félix Houphouët-Boigny et d'autres chefs d’État ivoiriens qui lui ont succédé. Son livre "L'Agriculture en Côte d'Ivoire" (1977) met en lumière que "l'économie ivoirienne connaît depuis l'indépendance une croissance à la japonaise, dont l'agriculture est le moteur principal". Ainsi, la fameuse phrase ivoirienne « Le succès de ce pays repose sur l’agriculture » témoigne de l'importante contribution qu'il a apportée, à la tête du ministère de l’Agriculture, au développement de la Côte d’Ivoire et au bien-être de la population. Sa longue carrière suggère des valeurs de persévérance et d’adaptabilité. Les éloges que lui ont adressés des chroniqueurs ivoiriens insistent sur son humilité et son travail dans l’ombre pour le bien national. Les experts contemporains le saluent comme un bâtisseur discret de l’économie paysanne ivoirienne. Son successeur au ministère de l’Agriculture est Denis Bra Kanon.

### Activités après sa carrière politique
Après son mandat ministériel, Abdoulaye Sawadogo se tourne vers des activités professionnelles internationales et des activités entrepreneuriales en Côte d'Ivoire.
Après son mandat ministériel :
-         Il a, tout d’abord, exercé, de [l] à [l][Quand ?], à la Banco de Brasil, en qualité de consultant et d’expert technique dans un programme de coopération Sud-Sud, notamment dans le domaine du crédit rural et de programmes de transfert de savoir-faire entre l’Amérique latine et l’Afrique, notamment sur les modèles de financement agricole ;
-         Puis s’est investi dans l’enseignement supérieur, de [l] à [l][Quand ?], à l’Université Nationale de Côte d’Ivoire, dont il a dirigé l’Institut de Géographie Tropicale, contribuant à la recherche et à la formation dans les domaines liés à l’agriculture, à l’environnement et à l’aménagement du territoire, le nom donné aux régions et/ou départements suivants ressortant au demeurant des résultats des travaux de recherches des étudiants (le ministre Amadou Koné et les Professeurs Alla Dellah et Kassi Pascal Tano pour exemple)
Par ailleurs, durant ses années de Présidence de la BAD, Monsieur Babacar N’Diaye l’appela à être membre du Comité des Sages de la Banque africaine de développement (BAD), un organe consultatif composé de personnalités africaines de haut niveau, chargé de conseiller la présidence de la banque sur des questions stratégiques, éthiques et politiques.
Enfin, en 1994, sous le mandat de Monsieur Jacques Diouf, il a rejoint la FAO en qualité d’Assistant Directeur Général, poste qui l’a placé au cœur des politiques agricoles mondiales, avec une influence notable sur les stratégies de développement rural en Afrique.
Il a pris une retraite bien méritée.

## Publications
- L'Agriculture en Côte d'Ivoire, Paris, Presses universitaires de France, 1977, 367 p.[5].
- Un Plan Marshall pour l'Afrique ?, Paris, l'Harmattan, coll. « Points de vue », 1987, 119 p. (ISBN 2-85802-816-8)[6].